# 心跳☆早晨
〈心跳☆早晨〉（英：Doki Doki☆Morning、日：ド・キ・ド・キ☆モーニング）是BABYMETAL的第一個作品，形式為DVD單曲。2011年10月24日由重音部RECORDS發行。

## 發行
DVD單曲分為重音部版本與BABYMETAL版本，販售內容皆為DVD加上印有樂團標誌的毛巾。2011年10月22日與23日於Mt.RAINIER HALL SHIBUYA PLEASURE PLEASURE舉行的「櫻花學院祭☆2011」會場發售，10月24日亞馬遜日本在淘兒唱片新宿店限量發售。2011年4月27日《櫻花學院2010年度 ～message～》收錄此曲。10月24日以單曲形式發行，11月2日在全球iTunes發行數位音樂下載。2012年4月6日發行CD形式單曲，2014年8月5日在亞馬遜數位商店上架數位版單曲。

## 音樂類型
融合口香糖音樂和重金屬的實驗曲，旋律琅琅上口，除樂器以外是典型的偶像音樂。主題是關於少女早上賴床來不及出門的日常生活。

## 音樂錄影帶
影片由田中紫紋執導，2011年10月12日於YouTube上的TOY'S FACTORY官方頻道首先上傳。2012年11月8日BABYMETAL官方頻道也上傳了該音樂錄影帶。美國重金屬媒體Metal Injection將它列為「2011年15大熱門話題」中的第9位。

## 現場表演
2010年11月28日在橫濱紅磚倉庫1館3樓大廳舉行的「櫻花學院祭☆2010」首次表演，同時這也是BABYMETAL三名成員第一次公開演出，當時年紀最大的SU-METAL還沒過13歲生日。
2016年時SU-METAL回憶說：「我清楚的記得當時在表演中段...我們都要假裝趴在地上賴床......我很怕觀眾會笑我們，這樣很令人尷尬。但他們的反應讓我感到高興，那個瞬間我才意識到這就是SU-METAL、這就是BABYMETAL。」

## 收錄內容

### 數位下載
1. 「心跳☆早晨」

### DVD單曲
1. 「心跳☆早晨」音樂錄影帶
2. 「心跳☆早晨」Air Metal Dance ver.

## 製作人員
- SU-METAL — 主唱
- YUIMETAL — 副唱
- MOAMETAL — 副唱
- KOBAMETAL（日语：KOBAMETAL） — 製作人
- Millenium Japan — 製作人
- SOH (O! S-D) — 吉他・編曲
- Nakametal （ナカメタル） —  作詞・作曲
- Norizo （のりぞー） — 作曲
- Motonari Murakawa (村カワ基成) — 作曲・編曲
- Seiji Toda (戸田清章) — 錄音・混音
- Yuji Nakamura (中村悠二) — 助理工程師

## 外部連結
- 音樂錄影帶
  - YouTube上的BABYMETAL - ド・キ・ド・キ☆モーニング - Doki Doki☆Morning (OFFICIAL)
- 現場音樂錄影帶
  - YouTube上的BABYMETAL - ド・キ・ド・キ☆モーニング - 2012.10.6 at Shibuya O-EAST ※Short ver.
- DISCOGRAPHY - BABYMETAL 音樂錄影帶
- DISCOGRAPHY （页面存档备份，存于） - TOY'S FACTORY 音樂錄影帶
- BABYMETAL - 心跳☆早晨歌詞 （页面存档备份，存于）